# Parachtes
Parachtes es un género de arañas araneomorfas de la familia Dysderidae. Se encuentra en España, Francia e Italia.

## Lista de especies
Según The World Spider Catalog 12.0:
- Parachtes andreinii Alicata, 1966
- Parachtes cantabrorum (Simon, 1914)
- Parachtes deminutus (Denis, 1957)
- Parachtes ignavus (Simon, 1882)
- Parachtes inaequipes (Simon, 1882)
- Parachtes latialis Alicata, 1966
- Parachtes limbarae (Kraus, 1955)
- Parachtes loboi Jiménez-Valverde, Barriga & Moreno, 2006
- Parachtes romandiolae (Caporiacco, 1949)
- Parachtes siculus (Caporiacco, 1949)
- Parachtes teruelis (Kraus, 1955)
- Parachtes vernae (Caporiacco, 1936)